# 航空公司列表
航空公司列表是涵蓋現有和已停業航空公司的索引頁面。全世界擁有航空公司代碼的企業超過5,000家以上，完整名單在其運營所在大洲，按照國家及字母順序列出。本頁同時羅列航空公司按照規模、業務模式和其他特徵的列表索引。按照機隊規模和載客量計算，世界上最大的航空公司是美國運營的美國航空。

## 大洲
以下按照各大洲的航空公司列表：
- 非洲航空公司列表（英语：List of airlines of Africa）
- 美洲航空公司列表（英语：List of airlines of the Americas）
- 亞洲航空公司列表（英语：List of airlines of Asia）
- 歐洲航空公司列表（英语：List of airlines of Europe）
- 大洋洲航空公司列表（英语：List of airlines of Oceania）

## 規模最大
- 世界最大航空公司
- 非洲最大航空公司（英语：List of largest airlines in Africa）
- 亞洲最大航空公司（英语：List of largest airlines in Asia）
- 中美洲和加勒比地區最大航空公司（英语：List of largest airlines in Central America & the Caribbean）
- 歐洲最大航空公司（英语：List of largest airlines in Europe）
- 北美洲最大航空公司（英语：List of largest airlines in North America）
- 大洋洲最大航空公司（英语：List of largest airlines in Oceania）
- 南美洲最大航空公司（英语：List of largest airlines in South America）

## 業務模式
- 國有航空公司列表（英语：List of government-owned airlines）
- 客運航空公司列表（英语：List of passenger airlines）
- 貨運航空公司列表（英语：List of cargo airlines）
- 包機航空公司列表（英语：List of charter airlines）
- 低成本航空公司列表
- 支線航空公司列表（英语：List of regional airlines）

## 其他特徵
- 國家航空公司
- 航空聯盟
- 已歇業航空公司列表
- 按成立日期的航空公司列表（英语：List of airlines by foundation date）
- 直升機航空公司列表（英语：List of helicopter airlines）
- 航空控股公司列表（英语：List of airline holding companies）
- 航空公司併購列表（英语：List of airline mergers and acquisitions）
- 航空公司代碼列表（英语：List of airline codes）
- 超過100個目的地的航空公司列表（英语：List of airlines with more than 100 destinations）
- 歐盟禁止的航空公司列表
- COVID-19流行期間結束營業的航空公司列表

## 外部連結
- Searchable database of airlines （页面存档备份，存于）

|  | 这是一个同类索引条目，列出擁有相同或近似名稱的同類型項目。 若您循內部連結來到此頁面，請考慮修正該，將其指向正確的條目。 |

|  | 本条目是列表索引。 |